# Ladra
Ladra (llamada oficialmente San Salvador de Ladra) es una parroquia española del municipio de Villalba, en la provincia de Lugo, Galicia.

## Otras denominaciones
La parroquia también es conocida por los nombres de El Salvador de Ladra y O Salvador de Ladra.

## Organización territorial
La parroquia está formada por veintidós entidades de población, constando siete de ellas en el nomenclátor del Instituto Nacional de Estadística español:
- A Calzada
- A Casavella
- A Costa
- Aguiar
- Arán
- As Cernadas
- Barrosa (O Campo da Barrosa)
- Braña (A Braña)
- Cañotall (O Cañotal)
- Fraga Bella (A Fraga Vella)
- Ichoa (A Ichoa)
- Infesta (A Infesta)
- Muíño (O Muíño)
- O Pazo Novo
- O Rocello
- Pazo de Arán
- Picouzo
- Pulazo
- Tenso (O Tenso)
- Trobo (O Trobo)
- Vilasuso
- Vispeira (A Bispeira)

## Demografía
| Gráfica de evolución demográfica de Ladra entre 2000 y 2021 |
|                                                             |
| Datos según el nomenclátor publicado por el INE.            |